# ゴーイングメリー号
ゴーイングメリー号（ゴーイングメリーごう、Going Merry）は、尾田栄一郎の漫画『ONE PIECE』に登場する架空の船。通称「メリー号」「GM号」。

## 概要
「麦わらの一味」の最初の海賊船で、ルフィ達にとっては大切な仲間である。設計者はシロップ村のメリーで、超新星編の20年前に設計図が作られた。
三角帆使用・船尾中央舵方式キャラヴェル船。大砲は4門装備。4LDK。操舵は舵輪ではなく、棒を進行方向に傾ける方法で行う。
シロップ村編で村を守ったルフィたちに対し、カヤが贈呈した。その後、長きにわたり一味と航海を共にしたが、度重なる破損で次第にツギハギだらけとなり、最期はエニエス・ロビーからウォーターセブンへ向かう道中、船長であるルフィの手で自沈させられた。
なお、一味の中でも並々ならぬ愛情を抱いていたウソップは、スカイピアで船の精霊「クラバウターマン」を目撃している。

## 経歴
航路はシロップ村→バラティエ→コノミ諸島→ローグタウン→リヴァース・マウンテン→サボテン島・ウイスキーピーク→リトルガーデン→ドラム島→サンディ島（アラバスタ王国）→ジャヤ→空島（スカイピア）→ロングリングロングランド→ウォーターセブン→エニエス・ロビー。
- シロップ村で、カヤと村をキャプテン・クロの魔手から救った礼として麦わらの一味に贈呈される。
- 双子岬では、ラブーンに激突しフィギュアヘッドが折れ、また、ラブーンとの対決で得物として使用したためにルフィにメインマストを折られる。
- ウイスキーピークへの道中、大嵐の影響により船底に数ヶ所損傷を負う。
- アラバスタ王国近海では、ヒナ大佐率いる黒檻部隊の黒槍によって船底に多量の水漏れを余儀なくされる。
- ジャヤでは、ベラミー海賊団の襲撃に遭い、前部を切り落とされる。その後、空島への航行の対策のため、翼と鶏冠を装着した「フライングモデル」に改装される。
- スカイピアでは、シュラの鳥・フザに一部を燃やされ、メインマストから炎が移りそうになったため、やむを得ずチョッパーがメインマストを折った。この後クラバウターマンにより修理が行われる。
- ウォーターセブンでは、船を診断したガレーラカンパニーから「竜骨が深刻なダメージを受けている為修復不可能であり、次の島に到着する前に必ず沈没する」と宣言される。ルフィは代替案として、同じメリー号を造ってほしいと頼むも「たとえ同じ設計図を元に完全同一設計の姉妹船を新造した所で、木の性質上《100％完璧に同じ船》を生み出すこともできず、仮に新造した事で違和感を覚えるのは今までメリー号に乗ってきた一味たち本人だ」とロブ・ルッチに言われ、ルフィも遂に新しい海賊船を購入してメリー号から乗り換えることを決断する。だが、メリー号への思い入れや愛着が人一倍強いウソップが猛反発し大ゲンカになってしまい[3]、ウソップはケジメとして一味からの脱退とルフィに決闘を申し込み、この決闘に自分が勝てばメリー号は自分が強奪させてもらうと突きつけた。結局、圧倒的な実力差でルフィが勝利したが、メリー号はウソップに明け渡した。その後、メリー号はウソップごと麦わらの一味への復讐に燃えるフランキーに捕まり、アクア・ラグナからの保護も兼ねてフランキーの解体所へ運ばれ、そこで事情を聞いた両者は和解するも、なんとかメリー号を修繕しようとするウソップにフランキーは解体屋としてメリー号の解体を宣告。フランキーからの叱咤によって、もうメリー号が助からないと理解していた事、涙ながらに空島で見たメリー号を修理する何者かの事を告げ、それがクラバウターマンである事を教えられる。そこへフランキーを狙ってCP9が襲撃、更にメリー号を再起不能と診断したカクがそんなウソップの未練に不快を示し、メリー号を海に投棄してしまう。
- その後、ボロボロの状態で廃船島に漂着していた所を、アイスバーグの手により応急処置をされ、無人で海へ出航し、エニエス・ロビーから脱出しようとするルフィ達を救うために突如現れ、無事に逃げ切った後その役目を終えるかのように船体は真っ二つに割れる。
- 船長ルフィの決断によりウォーターセブンへの航路の途中で火を放たれ、麦わらの一味らが見届ける中、燃上しながら海底へと自沈し、永遠の眠りにつく。この時、感謝を告げたメリー号の最後の声は、居合わせた者全員に聞こえた（テレビアニメ版の声優は桑島法子）。
- その後、後継船であるサウザンドサニー号には、ゴーイングメリー号を模したデザインの「ミニメリー2号」が搭載された。

## 設備
ラウンジ
戦闘指揮所・キッチン・操舵室を兼ねている場所。会議・雑談・食事は主にこの場所で行われる。
キッチンはレンガ造り。冷蔵庫はあるものの、ルフィが食糧を盗み喰いしてしまう為、サンジは鍵付きの冷蔵庫をナミに希望していた。対ルフィ用に巨大な鼠捕りが設置されている。
男子部屋
ルフィ・ゾロ・ウソップ・サンジ・チョッパーの部屋。メインマストの下に位置する。
元々使用人部屋として設計されたので、タンス・ソファ・テーブルはあるが、ベッドはない（ハンモックで寝起きする）等、女部屋に比べて基本的に質素である。
倉庫・砲列甲板
酒樽・水樽・食料・宝（ナミの宝の余り）が置かれる場所。ラウンジの下に位置する。
大砲は横に2門装備されている。なお、移動式の大砲ももう1門ある。
入口から直進すると、風呂場につきあたる。また風呂場の近くには、女部屋への入口（鍵つき）がある。
女子部屋
ナミ・ロビン（一時、ビビ・カルーも同居）の部屋。ナミの良質の宝はここに置かれる。
デスク・本棚・ベッド・ソファ・室外機を完備し、バー（ココヤシ村の大工のテルさん作）まであるなどゴージャスな部屋である。ハンモックも一応装備。
男部屋とは緊急出入口で結ばれているが、普段は使われることはない。
砲列甲板・錨綱格納庫
軍事倉庫。船の先頭に位置する。
船首砲が1門装備されている。錨を巻き上げるキャプスタンがある。武器の他、オール・浮き輪・ロープ等、航海の際の必需品も置かれている。
ユニットバス
風呂・トイレで兼用（但し、男達はあまりトイレは使わない模様）。窓には覗き見防止のカーテンがある。シャワー・換気口を装備。便器は一応水洗。
シャワー及び風呂のお湯は、「水くみあげマシーン（マッスィ～ン）」を利用して、船底から汲み上げた海水を濾過し、真水にしたものを火にかけて使用している（汲み上げるついでに発電も可能）。なお、「水くみあげマシーン」は甲板の階段の下に当初2個あったが、ルフィが壊した為に最終的には1個になっている。
ルフィの特等席
船首。羊の顔の形をしている。ルフィは何かとここに座っている。泳げないルフィがここに固執する理由は作者曰く「まあ、うれしそうなので、いいんじゃないだろうか」。
ナミの蜜柑畑
ラウンジの上に位置する。ココヤシ村のベルメール宅のみかん畑から木を3本植樹した。みかんを狙う外敵（主にルフィ）から蜜柑を守るのはサンジの役目である。蜜柑はとても美味だが、男達は「手をつけたらナミに殺される」という理由で、たとえ餓死寸前でもそれを食べることはないという。後にサウサンドサニー号に移植されている。

## お台場冒険王
フジテレビが主催する夏のイベント「お台場冒険王」にて、ゴーイングメリー号が遊覧船を改造して実際に再現され、目玉アトラクションとして人気を得た。船内ではスタンプラリーが行われており、すべてのスタンプを押すと商品がもらえるという仕組みである。2003年、2004年、2005年の3度運行された。
製作会社は石川島造船化工機（現：IHI）。改造元は東京都観光汽船の「遊」。各イベント終了時には、元の船体に戻されている。
2003年『ゴーイングメリー号どきどき！クルーズ』
初めて運行された2003年。船内には登場人物の等身大模型やパネルが飾ってあり、グッズショップも入っている。原作通り、船内設備もこと細かに再現されている。
2004年『帰ってきた! ゴーイングメリー号 ROUND THE グランドライン!』
今回から新しく、船内には飲食店「レストラン　バラティエ」が入り、ナイトクルーズも楽しめるようになる。原作通り、空島から帰還したメリー号ということで、あちらこちらに船内に傷や修理の跡までも再現されている。船体前面からの大砲発射、「モーム出現」など様々なイベントが追加された。
2005年『ゴーイングメリー号・ワンピースミュージアム2005』
船内飲食店は「ヤガラ食堂」が入っている。原作ではウォーターセブン編となるため、前回よりもメリー号はかなり傷んでいる。前年まで行われていたイベントがほとんどなくなっているため、題名通りミュージアム感が強くなっている。